# Paralogisticus pauliani
Paralogisticus pauliani là một loài bọ cánh cứng trong họ Cerambycidae.